# حبس الولادة

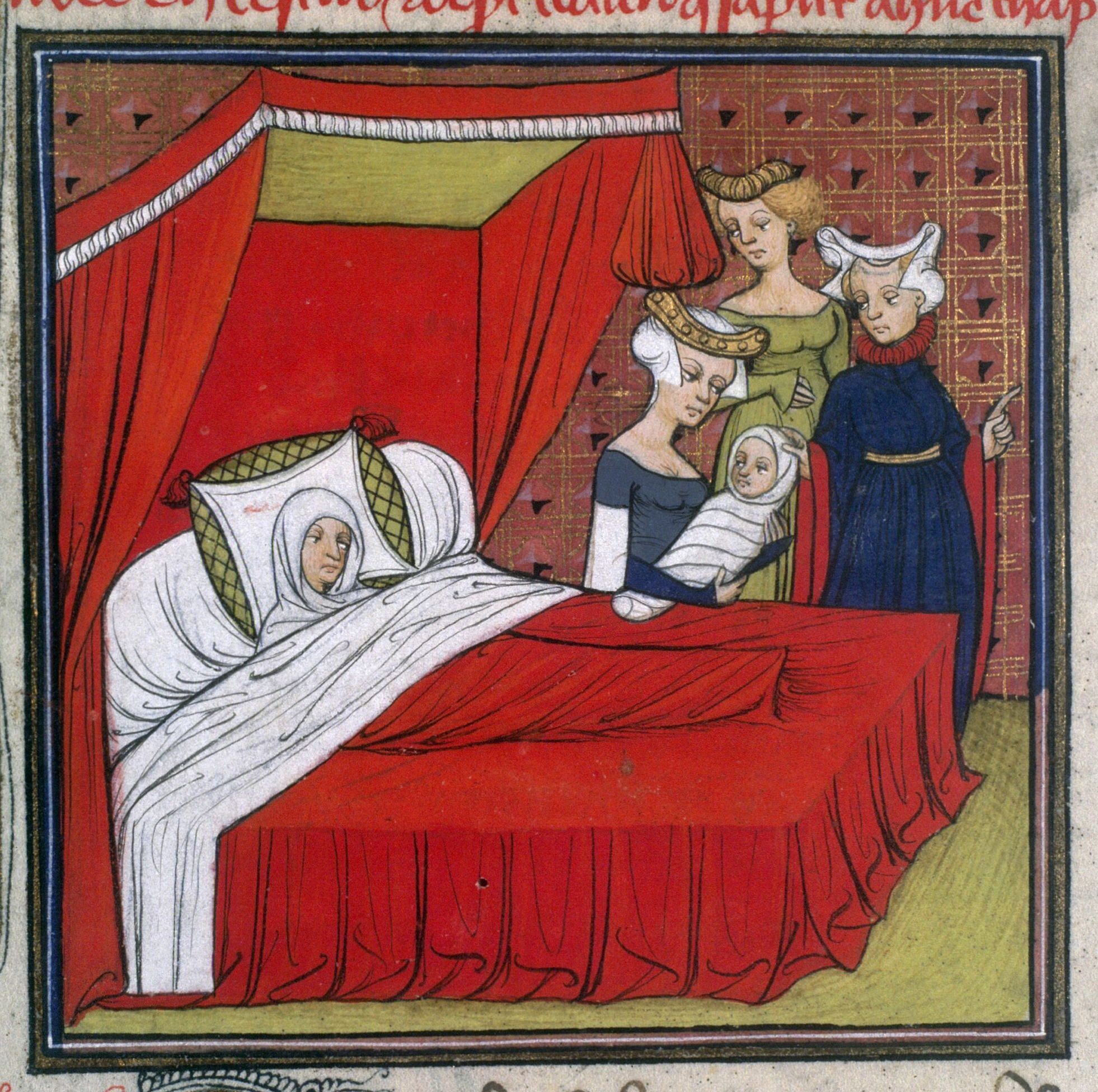
راحة إيزابيلا من هينو بعد ولادتها لويس الثامن الذي أصبح ملك فرنسا فيما بعد.

حبس الولادة (بالإنجليزية: Postpartum confinement) هو أحد الممارسات التقليدية التي تلي عملية الولادة. عادةً ما يشرع متبعو هذا التقليد بممارسته بعد الولادة مباشرةً، ويستمر لمدة تختلف من ثقافةً لأخرى، وتتراوح عادة ما بين شهر واحد أو 30 يومًا، وحتى 40 يومًا أو شهرين أو 100 يومًا. ويعتبر حبس الولادة أحد أشكال النقاهة والاستجمام والذي قد يشمل «معتقدات صحية تقليدية، ومحرمات، وطقوس، ونواهي». كانت هذه الممارسة تُعرف باسم «الاستلقاء»، وبحسب ما يوحي المصطلح، فإن هذه الممارسة تتمركز حول الراحة في الفراش. في بعض الثقافات قد تكون هذه الممارسة بسبب محرمات النجاسة الناشئة عن الولادة.
هذه العادة موثقة جيدًا في الصين، حيث تُعرف باسم «جلوس الشهر». تعرفها المرأة اليابانية تعرفها باسم "Sango no hidachi" والكوريات باسم "Samchilil"، وكلا التسميتين تعنيان «واحد وعشرين». في بلدان أمريكا اللاتينية يطلق عليها la cuarentena، أي «أربعين يومًا» (والكلمة اللاتينية هي مصدر الكلمة الإنجليزية «الحجر الصحي» (quarantine)). يطلق عليه في الهند كلمة jaappa (لها نقحرة هي كلمة japa).

## الآثار الصحية
يشمل حبس الولادة كلاً من الأم والطفل. لا يعتبر الأطفال حديثو الولادة مكتملي النمو بعد لدرجة أن أطباء الأطفال مثل هارفي كارب يشيرون إلى الأشهر الثلاثة الأولى من عمر الإنسان على أنها «الفصل الرابع» من فصول الحمل. كما أن أسابيع الراحة أثناء شفاء الأم تحمي أيضًا الرضيع أثناء تكيفه مع الحياة خارج الرحم، ويتعلم كلاهما مهارات الرضاعة الطبيعية.
يصف كتاب أمريكي نشر عام 2016 صعوبات توثيق «عادات الجدات حول العالم» ولكنه يؤكد أنها «مثل الحبل الذهبي الذي يربط النساء جيلاً بعد جيل، حيث يظهر بروتوكول رعاية الأم التي وضعت حديثاً طفلاً، من خلال عدم تحملها للمسؤوليات وضمان أنها تأخذ حاجتها من الراحة والغذاء في أماكن مختلفة من العالم».
وخلص تحليل تلوي لدراسات إلى أنه «يوجد عدد قليل من الأدلة الثابتة التي تذكر أن ممارسة الحبس تقلل من اكتئاب ما بعد الولادة».
جميع البلدان تقريباً لديها شكل من أشكال إجازة الأمومة. تشجع العديد من البلدان الرجال أيضاً على أخذ إجازة الأبوة، ولكن حتى تلك البلدان التي تنص على وجوب استخدام الأب للإجازة العائلية عندما تكون الرعاية مشتركة بين الوالدين فيما يعرف باسم «حصة الأب»، تقر بأن الأم تحتاج إلى إجازة من العمل للتعافي من الولادة والتعامل مع التغيرات الفسيولوجية بعد الولادة. كتبت مارثا ولفنشتاين ومارغريت ميد في عام 1955 أن فترة ما بعد الولادة تعني أنه «يمكن للمرأة أن تُدلل ويحتفى بها دون أن تشعر بالخجل أو أي شعور غير مريح». اقتبست مراجعة عام 2016 من الكاتبتين عادات من جميع أنحاء العالم، من العصور التوراتية إلى اليونان الحديثة:

## الصين

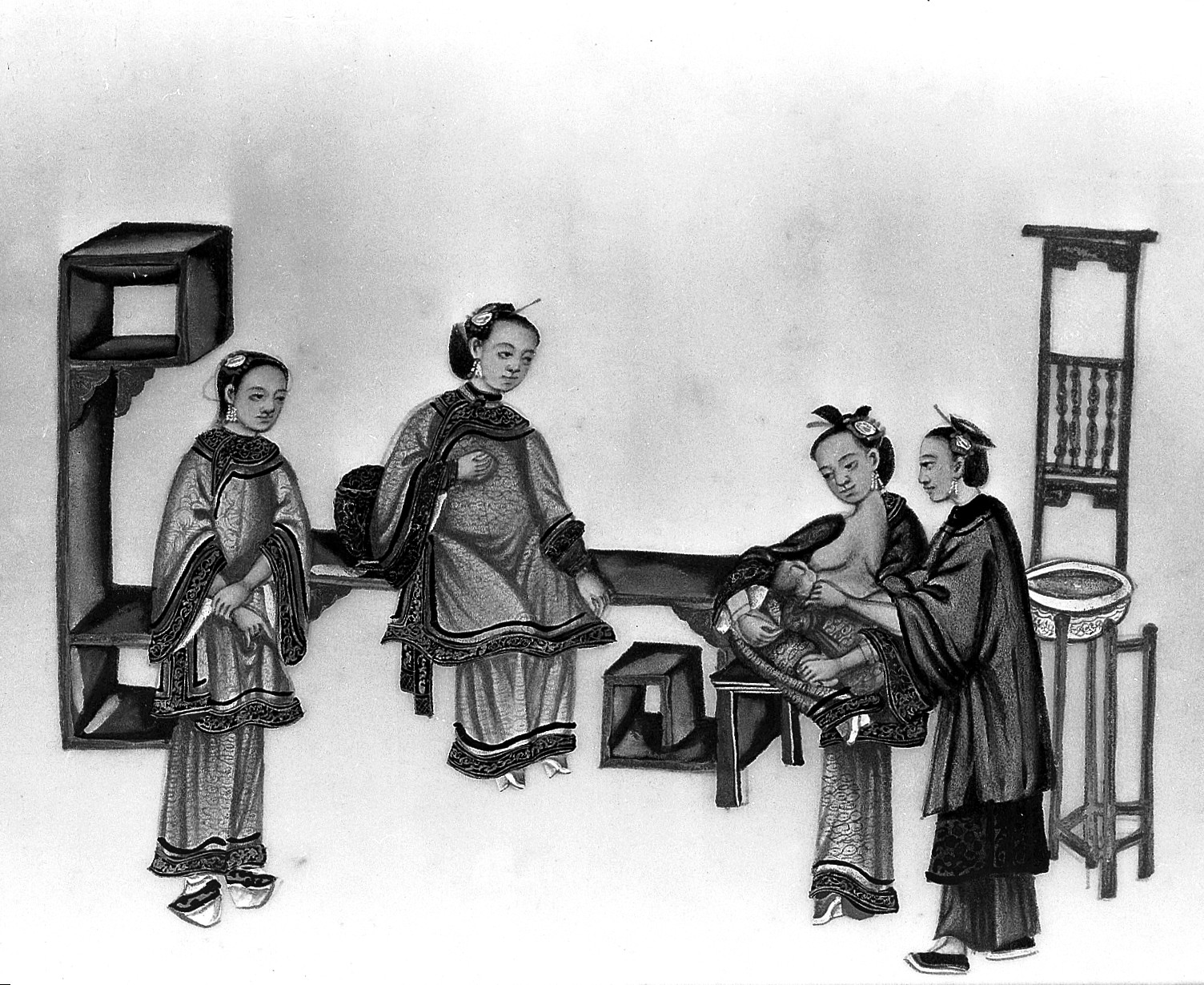
لوحة صينية لامرأة ترضع طفلها محاطةً بمن يساعدها.

"جلوس الشهر": "坐月子 "Zuò yuè zi " باللغة المندرينية أو 坐 月 "Co5 Jyut2" باللغة الكانتونية. يُشار إلى هذه العادة، التي تعود إلى عام 960، باسم "الحبس" حيث تُنصح النساء بالبقاء في منازلهم للتعافي من الولادة وإطعام المولود الجديد. ويتضمن جلوس الشهر بعض جوانب الطب الصيني التقليدي، مع التركيز بشكل خاص على تناول الأطعمة التي تعتبر مغذية للجسم وتساعد في إنتاج حليب الثدي. تُمنع الزيارة عن الأمهات الجدد في مقاطعة قوانغدونغ والمناطق المجاورة لها حتى يبلغ الطفل الرضيع 12 يومًا، ويتميز بلوغه هذا العمر باحتفال يسمى "الصباحات الاثنى عشر" (المعروف باسم 十二 朝). مع بلوغ الرضيع هذا العمر من الأيام، تبدأ عادة العائلات الكانتونية مشاركة فرحتها بالمولود الجديد من خلال إعطاء هدايا على شكل طعام، في حين تحتفل بعض العائلات بهذه المناسبة من خلال تكريم أسلافهم.
كانت نساء بعض المجموعات العرقية في جنوب الصين القديمة يستأنفن عملهن بعد الولادة مباشرة، ويسمح للرجال بممارسة الحبس بعد الولادة بدلاً من ذلك.

### العادات اليومية والنظافة الشخصية
يُطلب من الأمهات خلال فترة الحبس عدم تعريض أجسامهن لعوامل خارجية مثل الطقس البارد أو الرياح، حيث يُزعم أن ذلك يضر بتعافيهن. فعلى وجه التحديد، لم يُسمح للأمهات بحسب التقاليد المتعارف عليها بالحصول على أي اتصال بالماء (مثل الاستحمام أو غسل الشعر)، أو إجهاد أنفسهن بصعود الدرج، أو قراءة الكتب أو البكاء، أو الخياطة، أو ممارسة الجنس.
إلا أنه في الوقت الحاضر، قد تغسل الأمهات الجدد شعرهن أو يستحممن بشكل غير متكرر خلال فترة ما بعد الولادة، ولكن يُزعم أنه من المهم تجفيف أجسامهن بعد ذلك مباشرة بمنشفة نظيفة وتجفيف شعرهن بشكل صحيح باستخدام مجفف الشعر. ويزعم أيضًا أنه من المهم بالنسبة للمرأة أن تلف جسدها جيدأ وتحافظ عليه دافئاً وتقلل مساحة الجلد المكشوفة، حيث كان يعتقد أنها قد تصاب بالبرد خلال هذه الفترة المعرضة للخطر.

### الأطعمة الخاصة في هذه الفترة

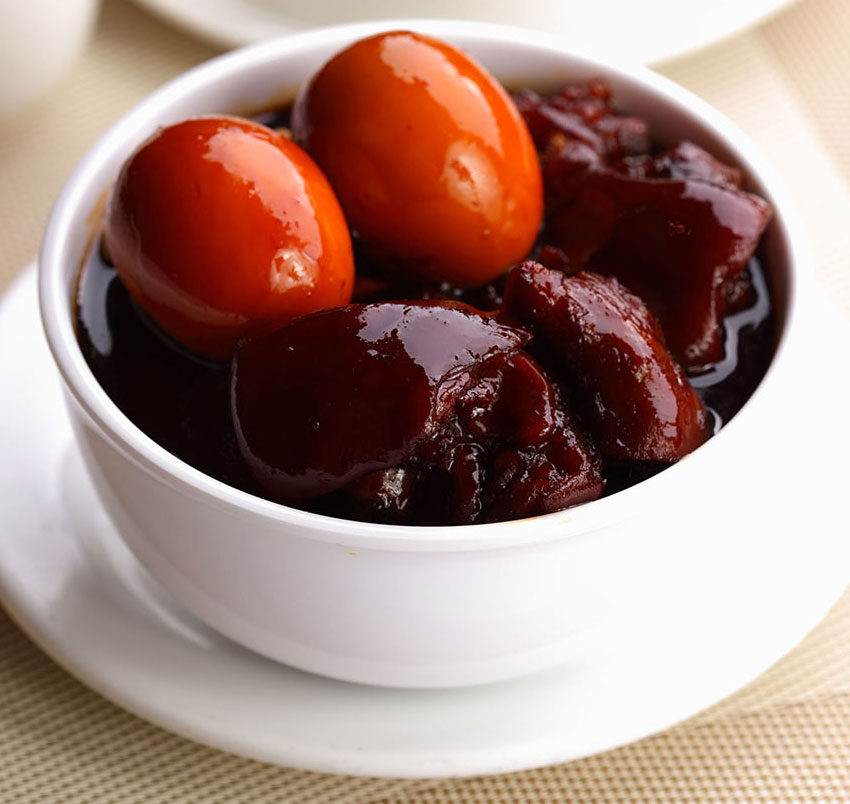
مفصل لحم الخنزير مع الزنجبيل والخل الأسود

ينصح تقليد الحبس الأمهات الجدد باختيار الأغذية التي تحتوي على الطاقة والأطعمة الغنية بالبروتين لاستعادة طاقتهن، وتساعد على تقليص الرحم وشفاء العجان. وهذا مهم أيضًا لإنتاج حليب الثدي. في بعض الأحيان، تبدأ الأمهات الجدد بعد تفريغ السائل النفاسي بتناول الأعشاب الخاصة فقط.
يعتبر طبق مفاصل لحم الخنزير مع الزنجبيل والخل الأسود طبقاً شائعاً حيث يعتقد أن مفاصل لحم الخنزير تساعد على تجديد مستويات الكالسيوم لدى النساء. ويوجد الزنجبيل في العديد من الأطباق، حيث يعتقد أنه قد يزيل «الريح» المتراكمة في الجسم أثناء الحمل. كما يؤكل عادةً مرق الشوربة التي تضم اللحوم في مكوناتها لتوفير الماء والمغذيات. يساعد حساء السمك والبابايا في إنتاج حليب الأم على الرغم من أن ذلك أحد الأمثلة غير المدعومة بالأدلة العلمية الكافية.

## دول شرق آسيا الأخرى
للثقافات الشرق آسيوية الأخرى، مثل كوريا الجنوبية وفيتنام، نسخها الخاصة من «جلوس الشهر»، وعاداتها الخاصة التي توصي بأطعمة معينة وتحظر أنشطة بعينها. تسمى ممارسات مماثلة شائعة بين النساء اليابانيات 産後 の 肥 立 ち " Sango no hidachi " ومعناه تغذية ما بعد الولادة وتسميها النساء الكوريات "삼칠일 " Samchilil وتستمر لمدة 21 يومًا على الأقل. تُعطى الأم الجديدة أطعمة خاصة بعد الولادة، مثل حساء الأعشاب البحرية في كوريا. تُمارس Samchilil بالإضافة إلى التقاليد الأخرى تعرف باسم Sanhujori، وهي النسخة الكورية من رعاية ما بعد الولادة. خلال هذه الفترة التي يمكن أن تمتد إلى ما بعد 21 يومًا، تمارس النساء الأنشطة وتتناول الأطعمة التي تبقي الجسم دافئًا، وتمنحه الراحة والاسترخاء لتسهيل عودة الجسم إلى حالته الطبيعية، بالإضتفة إلى الحفاظ على النظافة، وتناول الأطعمة المغذية لسلامة العقل والقلب.
يوجد في تايلاند نظام يو-فاي (yu-fai) («الاستلقاء بجوار النار») وهو أسلوب تقليدي للشفاء بعد الولاة. يتم في منطقة مفتوحة، ويتضمن استخدام خشب التمر الهندي الذي لا يتصاعد منه الدخان والأعشاب المحلية والتدليك.

## الهند
يتبع معظم الهنود التقليديين فترة 40 يومًا لقضاء فترة حبس الولادة والتعافي والمعروفة أيضًا في اللغة الهندية باسم jaappa. حيث تتبع الأمهات نظاماً غذائياً خاصاً لتسهيل إنتاج الحليب وزيادة مستويات الهيموجلوبين. ولا يسمح بممارسة الجنس خلال هذا الوقت. تعتبر تقاليد الثقافة الهندوسية هذه الفترة فترة نجاسة نسبية (asaucham)، ويوصى باستمرار فترة حبس من 10 إلى 40 يومًا وتُعرف باسم (التأسيس) (purudu) للأم والطفل. خلال هذه الفترة، تُعفى الأم من الأعمال المنزلية المعتادة والطقوس الدينية. ويطهر الأب بحمام طقوسي قبل زيارة الأم في الحبس.
في حالة ولادة جنين ميت، تكون فترة النجاسة لكلا الوالدين 24 ساعة.
للعديد من الثقافات الفرعية الهندية تقاليدها الخاصة بعد الولادة. تسمى فترة الولادة هذه فيردي (Virdi) (لغة مهاراتية)، والتي تستمر لمدة 10 أيام بعد الولادة وتشمل الامتناع التام عن ممارسة البوجا أو زيارات المعبد.

## أميركا اللاتينية
تعني الكورنتينا (cuarantena) حرفياً أربعين يوماً، وتعني أيضاً الحجر الصحي) تمارس في أجزاء من أمريكا اللاتينية، وبين مجتمعات المهاجرين في الولايات المتحدة. توصف بأنها «طقوس عائلية توارثتها الأجيال وسهلت التكيف مع الأبوة»، بما في ذلك القيام ببعض الأدوار المخالفة لدور الأب.

## الثقافات الأوروبية

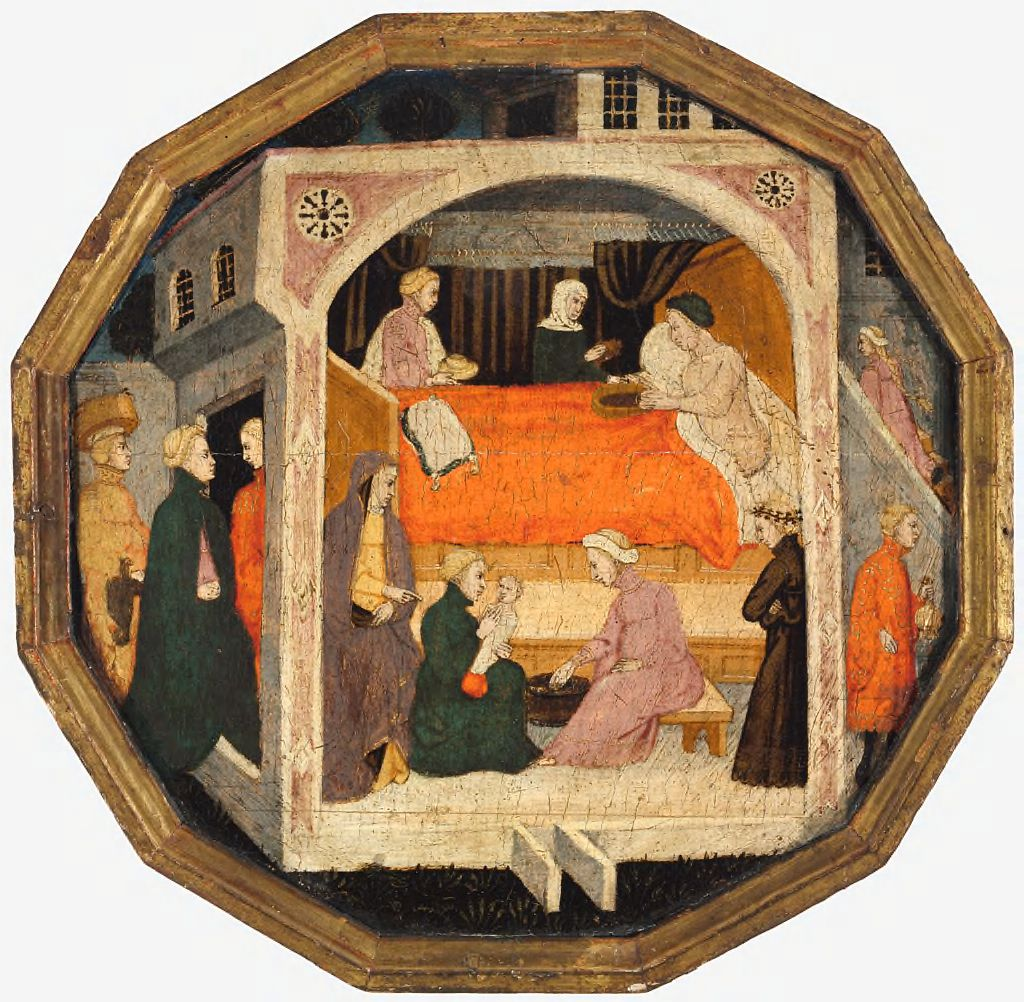
ديسكو دا بارتو أو صينية الولادة تعود لعام 1410 وهي طبق ملون له شكل مميز، كان يقدم للأم في حفل الولادة، ويظهر هنا أم من فلورنسا مستلقية في السرير تميل نحو الطفل، مع وصول الضيفات اللواتي يرتدين ملابس باهظة الثمن.

استُخدم مصطلح الرقود والاستلقاء (Lying-In) في اللغة الإنجليزية لتسمية مستشفيات الولادة، وهو مصطلح يعتبر حالياً قديماً وبالٍ وعف عليه الزمن، على سبيل المثال مستشفى الرقود العام في لندن. يشير المنشور الكندي لعام 1932 أن الاستلقاء والرقود يتراوح بين أسبوعين إلى شهرين. انتهت هذه الأسابيع بإعادة إدخال الأمّ إلى المجتمع في الاحتفال المسيحي، حيث تمارس الكنيسة طقس تطهير المرأة بعد الولادة.
تميز ظهور استلقاء ورقود المرأة بعد الولادة في الفن المسيحي، ولا سيما لوحات ولادة يسوع. كانت صينية الولادة إحدى الهدايا المقدمة للأم الجديدة في عصر النهضة في فلورنسا، وهو طبق ملون بشكل خاص ومميز. ويقابل هذه الهدية الثقافة المعاصرة حفلات استحمام الطفل وهدايا الولادة.
تضمنت الأطعمة الخاصة مشروب الكودل (caudle) الساخن. إن شرب الكودل مرادفٌ ومصاحب للزيارات الاجتماعية بعد الولادة.

## الأشكال الحديثة من حبس الولادة
تتكفل النساء الأكبر في العائلة كالأم أو الخالة أو الحماة أو الأخت برعاية الأم الجديدة. قدمت مستشفيات الرقود والاستلقاء تنوعاً مؤسسياً يمنح المرأة أسابيع من الراحة في الفراش واستراحة من الأعمال المنزلية. وعلى علاوةً على ذلك، كانت هؤلاء النسوة الأكبر غير متاحات أو غير راغبات في القيام بهذا الدور؛ وبفعل الآثار المتبقية من سياسة الطفل الواحد، حيث مع تقدم العمر وقلة الأطفال قلت خبرة العديد من النساء الصينيات الأكبر سنًا في التعامل الأطفال حديثي الولادة. مما أتاح ظهور بدائل تجارية لتقديم مساعدة عائلية، سواء في المنزل أو في المراكز السكنية.

### في المنزل
توفر الوكالات مقدمي رعاية متخصصين يأتون إلى منزل الأباء الجدد. كانت هذه الوظيفة تُعرف باسم الممرضة الشهرية، حيث تعيش مع العائلة لمدة شهر. الآن أكثر المصطلحات شيوعًا هي ممرضة الأمومة، وأخصائي رعاية حديثي الولادة، أو مربية أطفال؛ لا يعتبر العامل أخصائي رعاية صحية مرخص مثل ما تشير إليه كلمة (ممرضة) (nurse) حالياً. في اللغة الإنجليزية الهندية يسمى هذا الدور خادمة ولادة (japa maid).
تعرف الدولا بأنها رفيقة الولادة، ولكن بعضهن يوفرن الدعم العملي والعاطفي في مرحلة ما بعد الولادة. كما يقوم المهنيون الصحيون المدربون أمثال استشاري الرضاعة والزائر الصحي بمساعدة الأم الجديدة في هذا الوقت. يوجد في هولندا خدمة منزلية تسمى رعاية الأمومة والطفولة، تقدم ضمن نظام التأمين الصحي الوطني.
يوجد في كندا يوي ساو، وهو مقدم رعاية متخصص يعني اسمه «دولا ما بعد الولادة»، هو أمر شائع أيضًا في الصين. عادةً ما يكون يوي ساو مساعد منزلي يرعى الأم الجديدة وطفلها في الشهر الأول بعد الولادة. تختلف الرواتب في عام 2017 من 8000 رنمينبي إلى 20000 رنمينبي شهريًا باختلاف المدينة والخبرة. توصف بأنها «راعية الأم». وصفتها صانعة الأفلام الوثائقية الأسترالية آيلا كالان، «بالصينيات الخارقات»، لكنها تقول إنهم يُعرفون بالعامية باسم «سيدات الحبس».

### المرافق السكنية
نشأت شركات لتقديم رعاية بعد الولادة تمتد لخارج المنزل، وأحيانًا في بيئة تشبه الفنادق. وتعد الخيارات الفاخرة عملاً تجارياً. دخلت مراكز تقديم الرعاية الخاصة بعد الولادة إلى كوريا في عام 1996 تحت اسم سانهجوريون (sanhujoriwon) وهو النظام الكوري لرعاية النساء بعد الولادة. ضمن التقاليد الصينية، تتقاضى الشركات المتخصصة مثل مركز حبس الجدار الأحمر (Red Wall Confinement Centre) ما يصل إلى 27000 دولار لمدة شهر واحد. في تايوان، تحظى مراكز تمريض بعد الولادة بشعبية كبيرة عند من يستطيعون تحمل تكاليفها.
تقدم مراكز سياحة الولادة العاملة تحت رادار الولايات المتحدة للنساء الصينيات «جلوس الشهر».